# Fra-foa
fra-foa（フラホア）は、日本のロックバンド。東北大学出身の男女4人によって1998年に結成され、2005年に解散した。

## 概要・来歴
1998年、仙台にて東北大学の学生だった三上ちさ子（現・三上ちさこ）、高橋誠二、平塚学、佐々木康治の4人によって結成されたエモコア・バンド。
2000年5月24日、トイズファクトリーよりマキシシングル「月と砂漠」でメジャーデビュー。以後、6枚のシングルと2枚のアルバムをリリースし仙台に在住しながら精力的な活動を続けていたが、2003年に三上の結婚・出産をきっかけに活動休止となる。その後も単発的にライブを行っていたが、2005年5月14日のライブをもってバンドは解散した。その後はそれぞれのソロプロジェクトで活動している。
2010年4月24日、バンドの拠点である宮城県仙台市の輪王寺で開催されたイベント“アースディ2010”におけるキャンドルナイトコンサートに、オリジナル・ドラマーを欠いた編成のFRA+（フラプラス）としてトリで出演した。ドラムはギターの高橋がfra-foa後に活動したN.E.S.の盟友：瀬野尾達也。
バンド名は浮遊感のある語感から来たもので特に意味はない。

## メンバー
- 三上ちさ子（みかみ ちさこ、1974年8月14日 - ）
ボーカル担当。血液型はA型。
- 高橋誠二（たかはし せいじ、1971年1月6日 - ）
ギター担当。血液型はB型。
- 平塚学（ひらつか まなぶ、1974年7月21日 - ）
ベース担当。血液型はO型。
- 佐々木康治（ささき こうじ、1976年5月7日 - ）
ドラムス担当。血液型はA型。

## 作品

### DVD
|  | 発売日        | タイトル                      | 規格 | 規格品番  | 収録曲 | 備考                                     |
|  | ------------- | ----------------------------- | ---- | --------- | ------ | ---------------------------------------- |
|  | 2004年9月28日 | Live&Clips                    | DVD  | IT-040901 |        | ライブ映像とミュージック・ビデオを収録。 |
|  | 2005年5月14日 | スミワタル空、ソノムコウニ... | DVD  | IT-051101 |        | ラストライブを収録。                     |